# 第2師団 (コロンビア軍)
第2師団（西：Segunda Division）は、コロンビア陸軍の師団の一つ。司令部はブカラマンガ。管轄区域はサンタンデル県、ノルテ・デ・サンタンデル県、アラウカ県。5個旅団を隷下に治める。第5旅団はブカラマンガに駐屯、第18旅団はアラウカに駐屯、第30旅団はククタに駐屯、第5機動旅団はタメに駐屯、第23機動旅団はサンタンデールに駐屯する。

## 部隊編成
師団直轄
- 第2爆発物処理群
- 第7特殊作戦群
- 第8特殊作戦群

### 第5旅団
- 第14歩兵大隊「カピタン・アントニオ・リカウルテ」（"Capitán Antonio Ricaurte"）
- 第40歩兵大隊「コロネル・ルシアーノ・デルウジャル」（"Coronel Luciano D´elhuyar"）
- 第5砲兵大隊「カピタン・ホセ・ガラン」（"Capitán José Antonio Galán"）
- 第5工兵大隊「コロネル・フランシスコ・ホセ・デ・カルダス」（"Coronel Francisco José de Caldas"）
- 第5戦闘任務支援大隊「メルセデス・アブレーゴ」（"Mercedes Abrego"）
- 第7エネルギー計画・交通大隊「ロドリゴ・アントニオ・アランゴ・キンテロ」（Rodrigo Antonio Arango Quintero）
- 第2防空砲兵大隊「ヌエバ・グラナダ」（"Nueva Granada"）
- 第41歩兵大隊「ヘネラル・ラファエル・レイエス」（"General Rafael Reyes"）

特殊部隊
- サンタンデル拉致対策警察隊群

### 第18旅団
- 第18騎兵群「ヘネラル・ガブリエル・レベイス・ピサロ」（"General Gabriel Revéis Pizarro"）
- 第18歩兵大隊「ヘネラル・ラファエル・ナバス・パルド」（"General Rafael Navas Pardo"）
- 第18戦闘任務支援大隊「スブテニエンテ・ラファエル・アラホナ」（"Subteniente Rafael Arajona"）
- 第24対ゲリラ戦大隊「エロエス・デ・ピスダ」（"Héroes de Pisba"）
- 第27対ゲリラ戦大隊「ロゲリオ・コレア・カンポス」（"Rogelio Correa Campos"）
- 第30対ゲリラ戦大隊「カピタン・ネルソン・ダリオ・ベドジャ」（"Capitán Nelson Darío Bedoya"）
- 第49対ゲリラ戦大隊「エロエス・デ・タラサ・」（"Héroes de Tarazá"）
- 第1エネルギー計画・交通大隊「ヘネラル・フアン・ホセ・ネリア」（"General Juan José Neira"）

### 第30旅団
- 第13歩兵大隊「ヘネラル・カストディオ・ガルシア・ロビーア」（"General Custodio Garcia Rovira"）
- 第15歩兵大隊「コロネル・フランシスコ・デ・パウラ・サンタンデル」（"Coronel Francisco de Paula Santander"）
- 第5機械化騎兵大隊「ヘネラル・エルモゲネス・マサ」（"General Hermógenes Maza"）
- 第30戦闘任務支援大隊「グアシマレス」（"Guasimales"）
- 第10エネルギー計画・交通大隊「ヘネラル・ホセ・コンチャ」（"General jose Concha"）
- 第46対ゲリラ戦大隊「エロエス・デ・サラグロ」（"Héroes de Saraguro"）

### 第5機動旅団
- 第43対ゲリラ戦大隊「エロエス・デ・ガメサ」（"Héroes de Gámeza"）
- 第44対ゲリラ戦大隊「エロエス・デル・リオ・イスカンデ」（"Héroes del Río Iscuandé"）
- 第45対ゲリラ戦大隊「エロエス・デ・マハグアル」（"Héroes de Majagual"）
- 第47対ゲリラ戦大隊「エロエス・デ・タシネス」（"Héroes de Tacines"）

### 第23機動旅団
- 第44役務中隊
- 第125対ゲリラ戦大隊
- 第126対ゲリラ戦大隊
- 第127対ゲリラ戦大隊
- 第128対ゲリラ戦大隊

### 第18作戦コマンド
交通インフラの維持整備、地域経済の発展と統合などが主任務。
- 第1建設工兵大隊